# أزمة بابوا
أزمة بابوا هي صراع مستمر في غرب غينيا الجديدة بين إندونيسيا وحركة بابوا الحرة، وتعرف باللغة الإندونيسية بـ (Organisasi Papua Merdeka – OPM). بعد انسحاب الإدارة الهولندية من غينيا الجديدة الهولندية عام 1962 وفرض السلطة الإندونيسية على تلك الأراضي عام 1963، شنت حركة بابوا الحرة حرب عصابات منخفضة الشدة ضد إندونيسيا من خلال استهداف جيشها ورجال الشرطة التابعين لها.
رفع البابويين علمهم من أجل الاستقلال والاتحاد مع بابوا غينيا الجديدة في العديد من الاحتجاجات والاحتفالات، واتهموا الحكومة الإندونيسية باستخدام العنف العشوائي وقمع حريتهم بالتعبير. اتُهمت إندونيسيا بشن حملة إبادة جماعية ضد السكان الأصليّين. يُقدر عدد السكان الأصليين الذي قُتلوا في أعمال العنف، وفقًا للبروفيسور رون غوردون كروكومب، بنحو 100 ألف شخص، وصف أسلوب الحكم الإندونيسي بأنه شبيه لأسلوب الدول البوليسية، بسبب قمعها لحرية التعبير السياسي وحرية إنشاء مؤسسات وجمعيات سياسية. تواصل السلطات الإندونيسية تقييد الوصول الأجنبي إلى المنطقة، بسبب ما تدعي أنه «مخاوف تتعلق بالأمن والسلامة». دعت بعض المنظمات إلى إرسال بعثة لحفظ السلام إلى المنطقة.

## خلفية تاريخية

### نظرة عامة
في شهر ديسمبر من عام 1949، وبعد انتهاء الثورة الوطنية الإندونيسية، وافقت هولندا على الاعتراف بالسيادة الإندونيسية على أراضي جزر الهند الشرقية الهولندية السابقة، باستثناء غرب غينيا الجديدة، التي حافظ الهولنديون عليها وأطلقوا عليها اسم هولندا الجديدة. بررت الحكومة الإندونيسية سيطرتها على تلك الأراضي بأنها كانت الدولة الخلف لجميع جزر الهند الشرقية الهولندية، وأنها أرادت إنهاء الوجود الاستعماري الهولندي في الأرخبيل الإندونيسي. قررت هولندا الاستمرار في إدارة الإقليم بحجة التنوع العرقي لسكان منطقة بابوا، ولتكون قادرة على تقرير المصير. ابتداءً من عام 1950 فصاعدًا، اتفقت القوات الهولندية والغربية على ضرورة منح سكان بابوا دولة مستقلة، لكن، وبسبب عدد من الاعتبارات العالمية، وخصوصًا خوف إدارة كينيدي الأمريكية من خروج إندونيسيا من التحالف الأمريكي في الحرب الباردة، ضغطت الولايات المتحدة الأمريكية على الهولنديين للتضحية باستقلال بابوا ونقل ملكية الأراضي إلى الدولة الإندونيسية.  
في عام 1962، وافق الهولنديون على التخلي عن الإقليم لصالح إدارة مؤقتة للأمم المتحدة، وتوقيع اتفاقية نيويورك التي تضمنت بندًا يقضي بإجراء استفتاء عام سنة 1979. نظّم الجيش الإندونيسي هذا الاستفتاء، ودعا إلى تطبيق قانون الاختيار الحر في عام 1969 بهدف تحديد آراء السكان حول مستقبل الإقليم. أظهر التصويت رغبة غالبية السكان بالإندماج مع إندونيسيا. في انتهاك للاتفاق الإندونيسي الهولندي، كان التصويت بمثابة اعتراف بسيطرة الجيش الإندونيسي على المنطقة، مع أنه اشتمل على 1025 شخص فقط اختيروا عشوائيًا وأجبروا تحت تهديد السلاح على التصويت لصالح الاندماج، وأقل من 1% منهم مؤهلون للتصويت. طعن نشطاء الاستقالال الذين احتجوا على الاحتلال العسكري الإندونيسي لبابوا بصحة الانتخابات ومدى مصداقيتها. تُوجه إلى إندونيسيا بشكل دوري اتهامات بانتهاك حقوق الإنسان من خلال هجوم القوات الإندونيسية على المدنيين المتعاطفين مع حركة بابوا الحرة، وسجن كل من يرفع علم بابوا الغربية القومي الذي يحوي نجمة الصباح بتهمة الخيانة.
من خلال برنامج الهجرة الذي بدأته حكومة الهند الشرقية الهولندية وأكملته الحكومة الإندونيسية، والذي يشمل منذ عام 1969 الهجرة إلى بابوا، ولد حوالي نصف سكان بابوا الإندونيسية البالغ عددهم 2.4 مليون نسمة في جزيرة جاوة. تزايدت حالات التزاوج بين الأعراق، وأصبح أحفاد المهاجرين ينظرون إلى أنفسهم على أنهم بابويين، ويفضلون هذا الانتماء على مجموعات والديهم العرقية. حتى عام 2010، عاش ما يقارب 13500 لاجئ من بابوا في المنفى في بابوا غينيا الجديدة المجاورة. يمتد أحيانًا القتال عبر الحدود، نتيجة لذلك، أقامت قوات الدفاع في بابوا غينيا الجديدة دوريات على طول الحدود الغربية لمنع تسلسل أفراد من حركة بابوا الحرة إلى البلاد. بالإضافة إلى ذلك، أقدمت حكومة بابوا غينيا الجديدة على طرد «عابري الحدود» المقيمين، وأجبرت المهاجرين المقيمين في البلاد على التعهد بعدم ممارسة أي نشاط معادٍ لإندونيسيا كشرط للبقاء في بابوا غينيا الجديدة. منذ أواخر سبعينيات القرن العشرين، وجهت حركة بابوا الحرة «تهديدات انتقامية ضد مشاريع الأعمال في بابوا غينيا الجديدة وضد السياسيين كرد على عمليات قوات الدفاع التابعة لبابوا غينيا الجديدة ضد حركة بابوا الحرة». أقامت قوات الدفاع التابعة لبابوا غينيا الجديدة دوريات حدودية مشتركة مع إندونيسيا ابتداءً من ثمانينيات القرن العشرين، بالتوازي مع قيام هذه القوات بعمليات عسكرية ضد حركة بابوا الحرة.

### الأصول
قبل وصول الهولنديين، ادعت إمارتان أندونيسيتان، تُعرفان باسم سلطنة تيدور وسلطنة تيرنات، السيطرة على غرب غينيا الجديدة. في عام 1660، اعترف الهولنديون بسيادة سلطنة تيدور على غينيا الجديدة. كانت سلطنة تيدور تقع تحت سلطة الهولنديين، وأصبحت بذلك غينيا الجديدة تحت السيطرة الهولندية. بعد قرن واحد من الزمان، وتحديدًا في عام 1793، حاولت بريطانيا استعمار مناطق تقع بالقرب من مدينة مانوكواري في بابوا الغربية، لكنها فشلت في ذلك. بعد ثلاثين عام تقريبًا، وتحديدًا في عام 1824، وافقت بريطانيا وهولندا على تقسيم الأرض، ما جعل النصف الشرقي من الجزيرة تحت السيطرة البريطانية، فيما أصبح النصف الغربي جزء من جزر الهند الشرقية الهولندية.
في عام 1828، أنشأ الهولنديون مستعمرة في بلدة لوبو (بالقرب من ميناء كايمانا) في بابوا الغربية، لكنها واجهت الفشل. بعد 30 عام تقريبًا، أسس الألمان أول مستوطنة تبشيرية في إحدى الجزر الواقعة بالقرب من مدينة مانوكواري. طالب الهولنديون في عام 1828، بالساحل الجنوبي الواقع غرب خط الطول 141 والساحل الشمالي الواقع غرب خليج همبولدت. كان النشاط الهولندي في غينيا في عام 1848 ضعيفًا جدًا، لكنه تحسن بحلول عام 1898 عندما أنشأ الهولنديون مركزًا تجاريًا فيها ودخل إليها التجار والمبشرون. طُورت الروابط التجارية بين غرب غينيا الجديدة وشرق إندونيسيا تحت الحكم الهولندي. في عام 1883، قُسمت غينيا الجديدة بين هولندا وبريطانيا وألمانيا. احتلت أستراليا عام 1914 الجزء الألماني من غينيا الجديدة. في عام 1901، اشترت هولندا غرب غينيا الجديدة بشكل رسمي من سلطنة تيدور، وضمتها إلى جزر الهند الشرقية الهولندية. خلال الحرب العالمية الثانية احتلت اليابان غرب غينيا، لكن سرعان ما تمكنت قوات الحلفاء من إعادتها للحكم الهولندي.
كان توحيد غرب غينيا الجديدة مع بابوا غينيا الجديدة سياسة رسمية للحكومة الأسترالية لفترة قصيرة في ستينيات القرن العشرين، قبل ضم إندونيسيا لتلك المنطقة. بشكل عام، قلة من أعضاء حركة بابوا الحرة يوافقون على المقترحات المتعلقة بالاتحاد مع بابوا غينيا الجديدة. تركز الحجج الداعمة للاتحاد بشكل عام على الهوية الثقافية المشتركة بين نصفي الجزيرة.
بعد مرور أربع سنوات على الثورة الوطنية الإندونيسية وتحقيق الاستقلال الإندونيسي في 17 أغسطس من عام 1945، نقلت هولندا رسميًا السيادة على المنطقة إلى الولايات المتحدة الإندونيسية، الدولة التي خلفت جزر الهند الشرقية الهولندية في 27 ديسمبر من عام 1949. مع ذلك، رفض الهولنديون ضم هولندا الجديدة إلى الجمهورية الإندونيسية الجديدة، وقرروا تقديم المساعدة لسكان تلك المنطقة لتحقيق الاستقلال. عقد البلدان مؤتمر المائدة المستديرة الهولندية الإندونيسية في أواخر عام 1949 بهدف حل الخلافات، دون أن يحقق المؤتمر أي فائدة مرجوة، وتقرر الإبقاء على الوضع الراهن للإقليم، ومن ثم التفاوض عليه بشكل ثنائي بعد عام واحد من تاريخ نقل السيادة.